# Classe Kitty Hawk

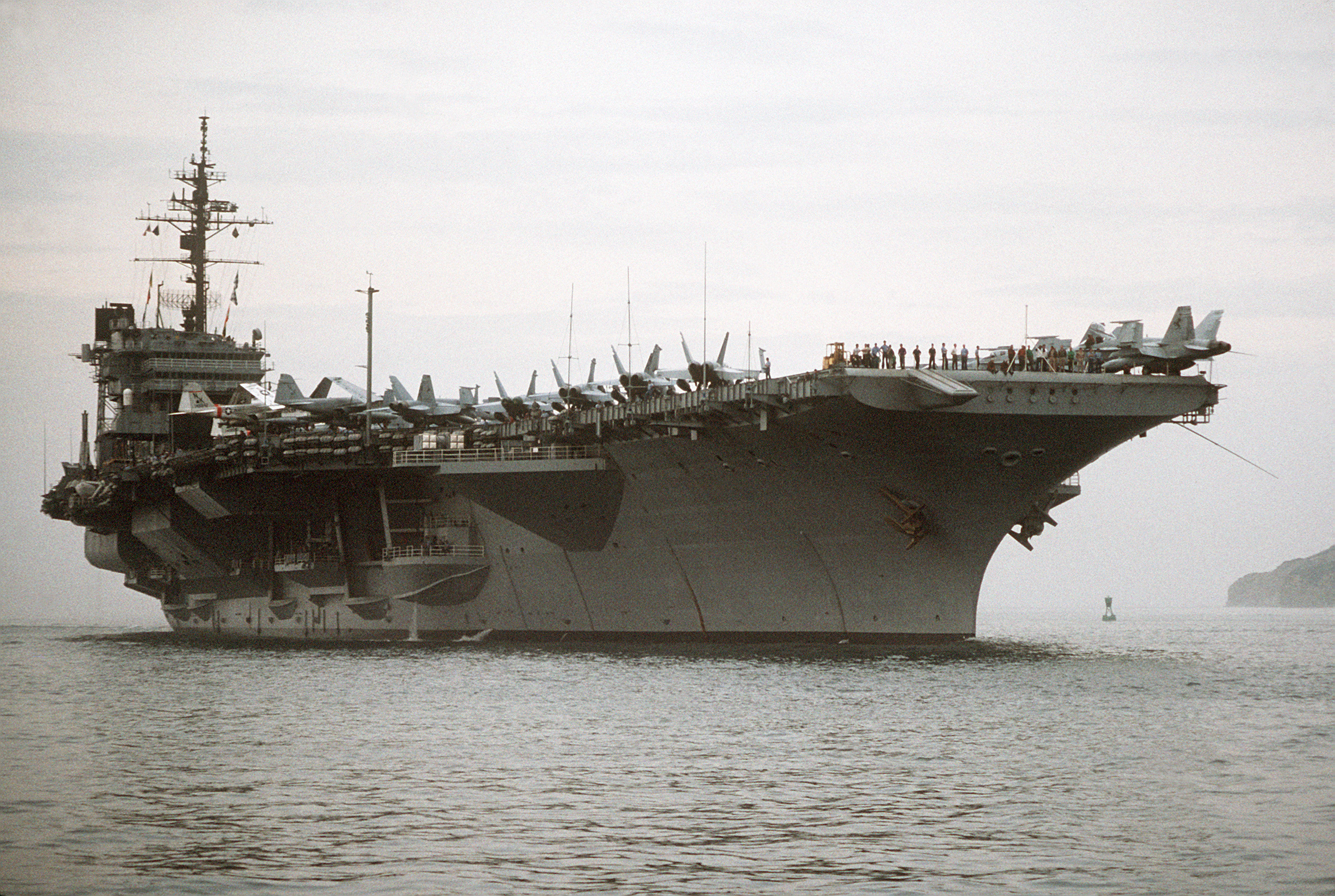
USS Constellation (CV-64)
1989

Classe Kitty Hawk identifica uma Classe de porta-aviões da Marinha dos Estados Unidos.

## Porta-aviões
Fonte: fas.org
| Nº na amurada              | Nome                  | Construtor                  | Batimento de quilha    | Lançado                | Fatalidade                               |
| Sub-classe Kitty Hawk      | Sub-classe Kitty Hawk | Sub-classe Kitty Hawk       | Sub-classe Kitty Hawk  | Sub-classe Kitty Hawk  | Sub-classe Kitty Hawk                    |
| -------------------------- | --------------------- | --------------------------- | ---------------------- | ---------------------- | ---------------------------------------- |
| CV-63                      | Kitty Hawk            | New York Shipbuilding Corp. | 27 de dezembro de 1956 | 21 de maio de 1960     | Aguardando o desmanche                   |
| CV-64                      | Constellation         | New York Naval Shipyard     | 14 de setembro de 1957 | 8 de outubro de 1980   | Desmanchado em Brownsville em 2014       |
| CV-66                      | America               | Newport News Shipbuilding   | 9 de janeiro de 1961   | 1 de fevereiro de 1964 | Afundado como alvo em 14 de maio de 2005 |
| Sub-classe John F. Kennedy |                       |                             |                        |                        |                                          |
| CV-67                      | John F. Kennedy       | Newport News Shipbuilding   | 22 de outubro de 1964  | 27 de maio de 1967     | Aguardando o desmanche                   |